# Lena Adelsohn Liljeroth

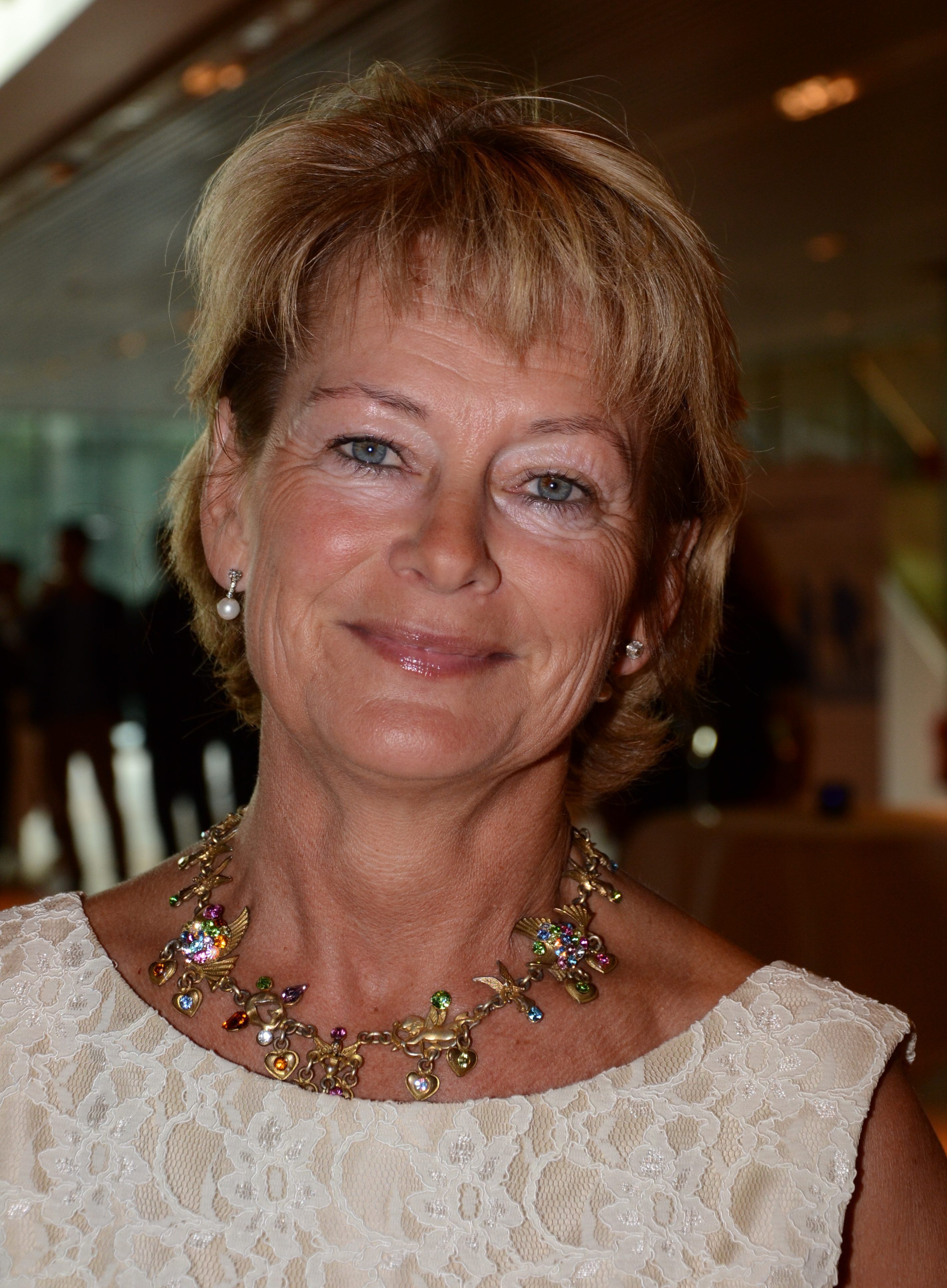
Lena Adelsohn Liljeroth (2011)

Lena Adelsohn Liljeroth (* 24. November 1955 in Spånga) ist eine schwedische Politikerin der Moderata samlingspartiet.
Sie engagierte sich bereits im Alter von 15 Jahren für die Partei und wurde 1998 in das Stockholmer Stadtparlament gewählt. Seit 2002 ist sie Abgeordnete im schwedischen Reichstag und saß u. a. im Kulturausschuss 2002–2006 und war Ersatz im Wirtschaftsausschuss 2002–2003 sowie Sozialausschuss 2003–2006. Am 24. Oktober 2006 wurde sie Ministerin für Kulturfragen in der Regierung von Fredrik Reinfeldt und folgte Cecilia Stegö Chilò im Amt.
Adelsohn Liljeroth gehört zu den 89 Personen aus der Europäischen Union, gegen die Russland im Mai 2015 ein Einreiseverbot verhängt hat.